# SM-6
SM-6 — американская зенитная ракета разработки компании Raytheon.
Поступление ракет SM-6 на вооружение планировалось на 2016 год.

## Описание
Ракета RIM-174 SM-6 ERAM (англ.  Extended Range Active Missile — активно самонаводящаяся, увеличенной дальности ракета) представляет собой развитие семейства ракет RIM-156 SM-2ER. Основным отличием является усовершенствованная система наведения на конечном участке полета; в то время как прежние ракеты использовали полуактивное самонаведение на цель, сопровождаемую лучом радара с корабля-носителя, новая ракета SM-6 оснащена активной головкой самонаведения.
За счет активной головки самонаведения, ракета стала полностью независима от радаров сопровождения цели на корабле-носителе (хотя все ещё может использовать и полуактивный режим наведения, например, для поражения целей с очень малым ЭПР), и приобрела способность поражать цели за радиогоризонтом, укрытые от радара корабля-носителя кривизной Земли либо складками местности. Этого удалось добиться, установив на ракету SM-6 активную радиолокационную головку самонаведения, заимствованную от УРВВ AIM-120 AMRAAM. На маршевом участке ракета управляется инерциальным автопилотом — с возможностью коррекции курса по командам с борта корабля-носителя — а на конечном участке полета активирует активную голову самонаведения и осуществляет точное наведение на цель.
Другим важным отличием SM-6 от предшествующих ракет является чрезвычайно мощный разгонный ускоритель Mk 72, заимствованный от противоракеты SM-3. Значительно более мощный, чем ускорители, применявшиеся ранее, новый разгонный двигатель обеспечивает SM-6 дальность до 240 км (по частично-баллистической траектории) при потолке до 33 километров.
Ракета SM-6 имеет следующие преимущества:
- Возможность одновременного перехвата любого числа целей — прежние ракеты, имевшие полуактивное наведение (то есть нуждающиеся на терминальном участке в сопровождении цели радаром корабля-носителя) могли одновременно перехватить не больше целей, чем было радаров целеуказания на корабле-носителе (обычно 3-4), что вынуждало после перехвата делать паузу в несколько секунд для переключения радаров на новую цель и выдачи целеуказания следующим подлетающим ракетам. Ракета SM-6, оснащенная собственной активной ГСН, не нуждается в «подсветке» цели радаром корабля-носителя, что позволяет одновременно перехватывать столько целей, сколько есть ракет.
- Возможность поражения низколетящих целей, укрытых от радаров корабля-носителя за линией горизонта — позволяет перехватывать низколетящие крылатые ракеты на всей продолжительности их полета, начиная от рубежа обнаружения. При этом, SM-6 выводится автопилотом в расчетный район нахождения цели (данные о приближении цели могут быть получены от другого корабля или самолета, интегрированного в общую сеть БИУС), затем включает свою активную ГСН и начинает поиск и самонаведение.
- Возможность эффективного поражения малозаметных целей на больших дистанциях — за счет близости активной РЛС в головке наведения ракеты и цели, а также более эффективного угла облучения цели.
- Возможность более эффективного противодействия средством РЭБ — за счет двустороннего обмена данными с кораблем-носителем и возможности сопоставления данных от бортовой РЛС ракеты и РЛС корабля.
- Возможность перехвата баллистических целей — благодаря новому ускорителю, ракета SM-6 обладает широкими возможностями в области тактической ПРО; она способна эффективно перехватывать тактические ракеты и боеголовки баллистических ракет малого и среднего радиуса действия на входе в атмосферу. Это применение не требует модификации БИУС «Иджис».

Противоракета SM-6 версии Block IB будет развивать гиперзвуковую скорость, в дальнейшем она может использоваться для перехвата столь же быстрых планирующих целей, в частности, российских и китайских ракет и гиперзвуковых блоков (напр., «Авангард»). ВМС США планировали испытание противоракеты на 2021 г.

## Испытания
Ракеты SM-6 были впервые развернуты на боевом корабле в ноябре 2013 года. Их носителем стал эсминец типа «Арли Берк», USS DDG-100 «Кидд». При этом было объявлено, что ракеты SM-6 достигли уровня базовой оперативной готовности.
В ходе учений 18-20 июня 2014 года, эсминец «Джон Пол Джонс» (DDG-23)[уточнить] осуществил запуск четырёх ракет SM-6 по учебным целям. Один из этих запусков был классифицирован как «самый дальний перехват воздушной цели в военно-морской истории». Точные данные о пуске не разглашаются, но, очевидно, дальность перехвата превзошла предыдущий рекорд, установленный ЗРК RIM-8 Talos во время Войны во Вьетнаме и составлявший 140 километров.
14 августа 2014 года, был осуществлен успешный запуск ракеты SM-6 против низколетящей дозвуковой цели, осуществлявшей полет над сушей и укрывавшейся за неровностями рельефа. Ракета, выведенная по командам корабля-носителя в предполагаемый район нахождения цели, самостоятельно осуществила поиск и поразила цель при помощи своей активной ГСН. При этом была продемонстрирована способность ГСН ракеты успешно противодействовать помехам, возникающим при отражении луча радара от земли.
24 октября 2014 года, во время учений было успешно выполнено отражение при помощи ракет SM-6 массированой атаки низколетящих дозвуковых и сверхзвуковых целей, имитирующих соответствующие противокорабельные ракеты. При этом, был выполнен успешный перехват сверхзвуковой учебной цели GQM-163А (соответствующей по характеристикам и профилю полета ракете П-270 «Москит», и дозвуковой учебной цели BQM-74. Обе цели были перехвачены во время полета на сверхмалой высоте, при загоризонтных пусках SM-6. Сам корабль-носитель не видел учебных целей за радиогоризонтом, и выполнил их перехват, используя активные головки самонаведения SM-6. Таким образом, была продемонстрирована высокая эффективность SM-6 против любых видов современного оружия.
27 мая 2021 года должны были состояться очередные испытания SM-6 в Тихом океане. В официальном пресс-релизе Агентства по противоракетной обороне США сообщается: «Целью испытаний было продемонстрировать способность корабля с системой Aegis, предназначенного для защиты от баллистических ракет, обнаруживать, отслеживать, поражать и перехватывать цель в виде баллистической ракеты средней дальности залпом двух Standard Missile-6 Dual II ракеты. Перехвата не произошло».
Пентагон перенес дату испытаний из-за разведывательного судно ВМФ России «Карелия» (SSV-535), действующего вблизи района проведения испытаний системы вооружения Aegis Weapon System на 2 дня, так как не хотел, чтобы Россия получила данные о новой ракете.
29 мая 2021 в ходе летных испытаний, залпом двух ракет SM-6 Dual II, не удалось перехватить цель в виде баллистической ракеты средней дальности.
24 июля 2021 Агентство по противоракетной обороне США в сотрудничестве с ВМС США провело лётные испытания Aegis Weapon System 33 в обширной зоне океана к северо-западу от острова Гавайи. Целью FTM-33 было перехватить две баллистические ракеты ближнего действия четырьмя ракетами SM-6 Dual II; по данным Агентства противоракетной обороны, успешно была поражено лишь одна из двух ракет. Как заявили в ведомстве, нынешние испытания стали «самыми сложными» с момента начала проведения тестов. Это было третье летное испытание корабля с ПРО Aegis, оснащенного ракетой SM-6 Dual II.

## Противокорабельное применение
В рамках модернизации, ракета была оснащена системой GPS для наведения на маршевом участке и адаптирована для поражения надводных (и некоторых наземных) целей (противокорабельная ракета). 
18 января 2016 года ракета SM-6 потопила на учениях списанный фрегат «Reuben James».

## ТТХ
- длина: 6,55 м
- масса: 1500 кг
- скорость: до 3,5 Маха
- дальность действия: более 240 км (в перспективе по надводным целям 460 км)
- высота цели: более 33 км
- тип ПУ: Mk 41 (системы Иджис)
- тип БЧ: кинетическая или осколочная Mk 125, масса 115 кг
- система наведения: командно-инерциальная + самонаведение АРГСН на конечном участке

## Развертывание
Мелкосерийное производство ракет началось в марте 2011; в мае 2013 фирма «Raytheon» получила контракт на начало крупносерийного производства ракет. Первые ракеты массовой серии ожидаются в апреле 2015 года.
В настоящее время, ракеты SM-6 уже состоят на вооружении, хотя цикл их испытаний ещё не завершен и их применение ограничено. 
В настоящее время, согласно заключенному в октябре 2013 года контракту, произведено около 89 ракет SM-6 первой серийной партии; всего, более 130 ракет, считая и предсерийные прототипы. План предусматривает производство 1200 ракет, по цене за единицу 4,3 миллиона долларов. Предполагается, что подобными ракетами будут оснащены боевые корабли ВМФ США, Японии, Республики Корея и Австралии..
В 2023 году был произведен первый запуск ракеты SM-6 из наземной пусковой установки Typhon.